# سرخیو رویز (بازیکن فوتبال)
سرخیو رویز (انگلیسی: Sergio Ruiz؛ زادهٔ ۱۶ دسامبر ۱۹۹۴) بازیکن فوتبال اهل اسپانیا است.
از باشگاه‌هایی که در آن بازی کرده‌است می‌توان به باشگاه فوتبال راسینگ سانتاندر اشاره کرد.